# يويتشي يودا
يويتشي يودا (باليابانية: 要田 勇一) (25 يونيو 1977 في هيوغو في اليابان – )؛ هو لاعب كرة قدم ياباني سابق كان يلعب كمهاجم.

## وصلات خارجية
- يويتشي يودا على موقع رابطة كرة القدم اليابانية للمحترفين (اليابانية)
- يويتشي يودا على موقع قاعدة بيانات كرة القدم.إي يو (الإنجليزية)
- يويتشي يودا على موقع عالم كرة القدم.نت (الإنجليزية)